# Bumper (auto)

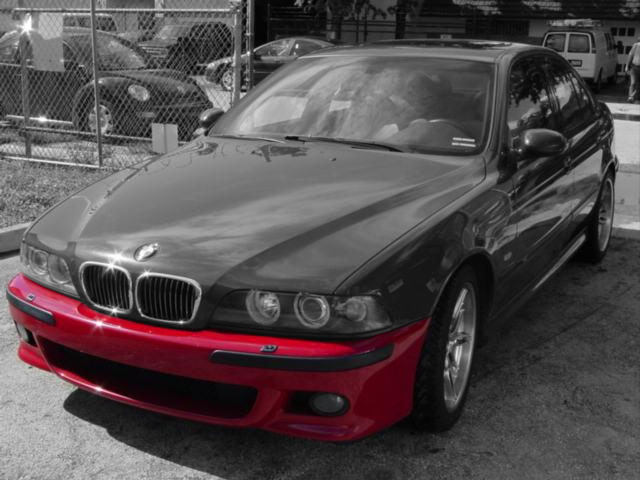
Rode bumper

Een bumper is een onderdeel van een auto dat voor en achter op een auto wordt gemonteerd. Het doel van de bumper is bij een kleine aanrijding de klap op te vangen en daarmee de constructie van de auto te beschermen. Op vroegere modellen waren bumpers veelal zware verchroomde onderdelen, waar ze sinds de introductie van de Renault 5 in 1972, van lichtgewicht kunststof worden gemaakt en in het design van de auto worden geïntegreerd.